# 化石分類群

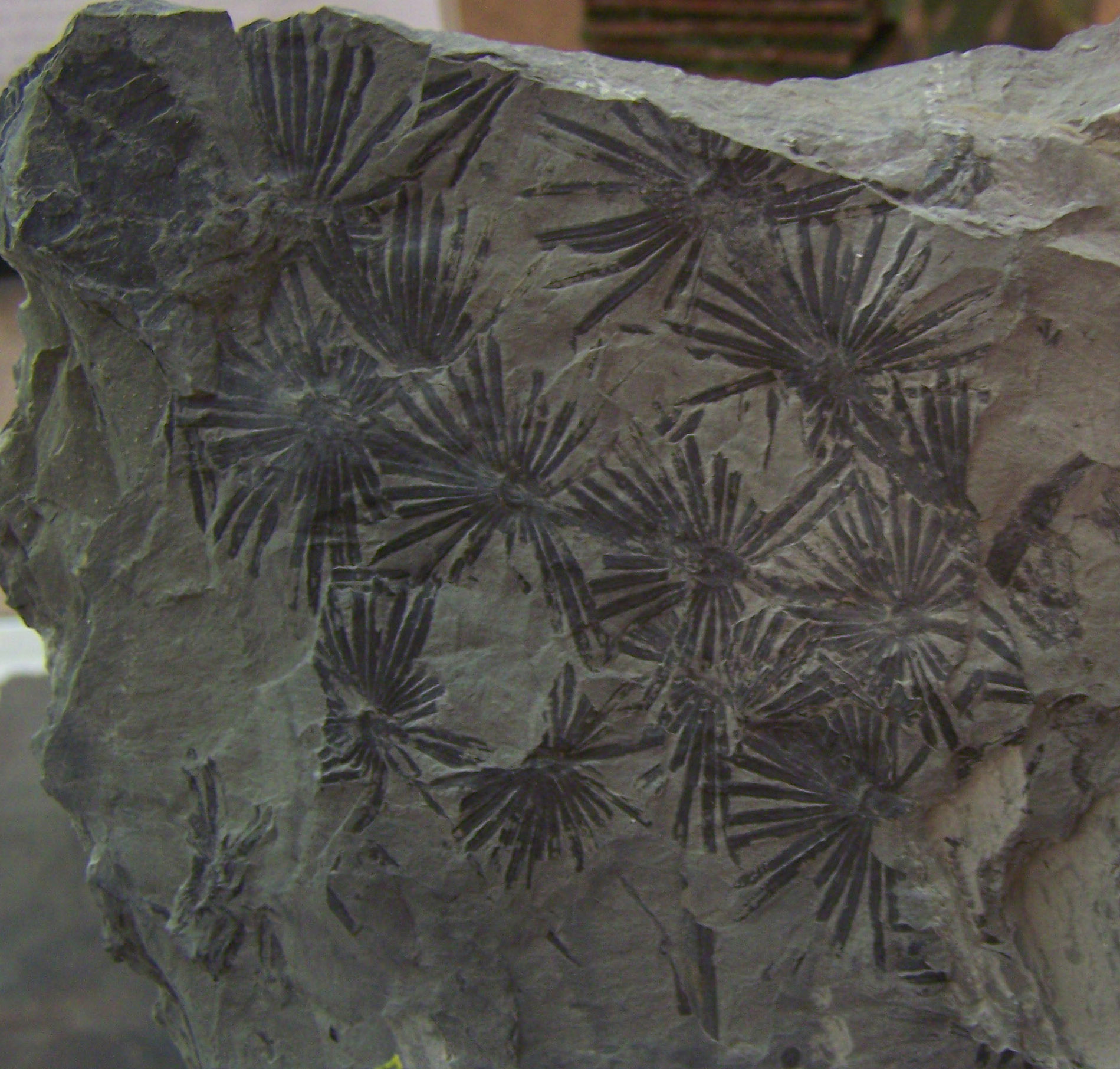
の化石。アンヌラリア はロボク科のへら型の葉に対し与えられた器官属。

化石分類群（かせきぶんるいぐん、英: fossil-taxa）とは、国際藻類・菌類・植物命名規約 (ICN) における、化石をタイプとする学名を持つ分類群である。化石分類群は、保存状態、生前の生物における部位、生活史の段階について、ある1つまたは複数の状態の遺物からなる（この要件の示す意味については#形態分類群の項も参照）。『国際藻類・菌類・植物命名規約（メルボルン規約）2012』以降「化石分類群」の名で呼ばれるが、それ以前の『国際植物命名規約 （セントルイス規約）2000』および『国際植物命名規約（ウィーン規約）2006』では、化石植物の分類群は形態分類群（けいたいぶんるいぐん、morphotaxa）と呼ばれた。また、それ以前の1999年までは形態属および器官属という概念が用いられてきた。本項ではこれらについても概説する。なお、現行の規約は『国際藻類・菌類・植物命名規約（深圳規約）2018』である。

## 現生の生物との違い
化石では、植物体全体が残っていることが期待できないため、いずれかの器官のみ残されている場合が普通である。しかし、化石を生物として扱うためには命名の必要があるため、現生の生物とは異なる考え方で命名法が運用される。化石は断片であるためそれぞれに名前を付けることになるが、その化石を復元して作られた「生物」はあくまで仮説上の存在であり実在のものではないため、現生の実在の生物に対し与えられる学名とは大きな隔たりがある。現生の生物の学名においては、特定の科やそれ以下の分類群は1つしか正名として認められないが、化石分類群では、単一の生物分類群または単一の個体であったとしても異なる部位、異なる生活史の諸段階、あるいは異なる保存状態に応じて異なる学名を用いることが許されている。このように、現在の命名規約では化石はあくまで化石として標本に対して命名し、化石からもとの生物を復元する過程で別々に名のついた複数の化石を統合する必要が生じた場合、命名規約によって優先権を認めるなどの処置をする、という考えで取り扱われている。
例えば、化石小葉植物であるシギラリア Sigillaria Brongn. (in Bull. Sci. Soc. Philom. Paris 1822: 26. 1822) は樹皮の複数の断片の化石に基づいて命名され、アドルフ・ブロンニャールは後の1939年にその概念に当てはまる茎の内部構造が保存された化石に対してもこの属に含めた。これと同じ生物分類群の一部分と考えられる内部構造が保存された胞子嚢穂化石は Mazocarpon M.J.Benson (in Ann. Bot. (Oxford) 32: 569. 1918)と呼ばれ、同様の圧縮化石は Sigillariostrobus Schimp. (Traité Paléont. Vég. 2: 105. 1870) と呼ばれている。これらの少なくとも一部は同じ生物に対して用いられているが、これらすべての属名は同時に使用することができる。

## 命名法上の扱い

### 出発点
珪藻類を除く化石生物（ICNで生物として扱われるもの）について、すべての群は1820年12月31日が学名の正式発表の出発点として定められている。これはカシュパル・マリア・シュテルンベルクの著作 Flora der Vorwelt, Versuch 1: 1-24, t. 1-13. に基づいている。シュテルンベルクはこの中で、器官属および形態属という概念を用いた。なお、エルンスト・フリードリヒ・フォン・シュロトハイムの Petrefactenkunde (1820) はこれ以前に発表されたとみなされる。
命名法上はタイプが化石起源ではない限り、学名が非化石分類群に関係するものとして扱われる。化石資料は原産出地の層位学的関係によって非化石資料から区別され、その層位学的関係が疑わしい場合およびすべての珪藻類では非化石分類群に対する規定が適用される。つまり珪藻類は化石であっても藻類の学名の出発点である1753年5月1日のカール・フォン・リンネの著作『植物種誌』 Species Plantarum, ed. 1 がその出発点とされる。

### タイプ指定
化石分類群におけるタイプ指定は第7.1条から第7.9条までの現生植物を含む指示と同様になされる。種以下の下級の化石分類群の学名のタイプは、エピタイプを除き、常に1個の標本である。1個の標本全体が命名法上のタイプと見なされなければならない。化石分類群の学名のタイプ標本が複数の断片に切り分けられた場合、判別文を作るために用いたすべての断片に明瞭に印をつけておくべきとされる。なお、この断片とは例えば、材化石 (fossil wood) や炭球植物 (coalball plant)の断片を指す。

### 記載
1996年1月1日以降、化石分類群の学名が正式発表になるためには、ラテン語か英語の記載文 (description) または判別文 (diagnosis) を伴うか、以前に有効に発表されたそれらの出典引用を伴わなければならない。なお、判別文や記載文について書かれた第39条は化石分類群を含まないため、化石植物の学名はこの条によって規制される。第39条では1935年1月1日から2011年12月31日までに発表された分類群の学名はラテン語の判別文または記載文を伴うか、その出典引用が必要であったが、これは1996年より前の化石分類群の学名には適用されないため、正式発表のための記載文または判別文はどのような言語であっても良い。
また、1912年1月1日以降に発表された化石属またはそれ以下のランクの新化石分類群の学名は、必要不可欠な形質を示す図解 (illustration) または図 (figure)を伴うか、以前に発表されたそれらの出典引用を伴わない限り、正式には発表されていない。この趣旨により、化石属またはその下位区分の学名が正式発表されるためには、1912年1月1日以降に正式に発表された化石種の学名の引用または出典引用で十分となる。2001年1月1日以降に発表された新化石種または種内分類群の学名は、正式発表のための図解のうち少なくとも1つがタイプ標本を表したものとして特定されていない限り、正式には発表されていない。なお、菌類ではさらに2013年1月1日以降に発表された命名法上の新提案では、正式発表のために F.5.1 条と F.5.2 条を満たさなければならない。
規約中に挙げられる実例として、"Laconiella"は、Krasser (in Akad. Wiss. Wien Sitzungsber., Math.-Naturwiss. Kl. Abt. 1, 129: 16. 1920) によって発表されたとき、ただ1種のみを含んでいた。そこで意図された学名"Laconiella sardinica"は、図解または図あるいは以前に発表された図解または図への出典引用を欠くため、正式には発表されなかった。そのため、"Laconiella"は正式発表された学名ではない。
また、Batodendron Chachlov (in Izv. Sibirsk. Otd. Geol. Komiteta 2 (5): 9, fig. 23-25. 1921)は記載文と図解を伴って発表された。この新化石属は学名を持った種を全く含んでいなかったが、（非化石の属名 Batodendron Nutt. in Trans. Amer. Philos. Soc., ser. 2, 8: 261. 1842 の非合法な後続同名ではあるものの）正式発表がなされている。

## 歴史的な扱い

### 器官属と形態属
器官属および形態属はともにシュテルンベルクによって用いられた概念で、長い間化石植物はこれに沿って記載命名がなされてきた。
器官属（きかんぞく、英: organ genus）はもとの化石が何らかの科に分類できるような特徴を備えているものに使用された分類群である。器官属は現生の植物を分類する際に用いられる分類階級に当てはめることができるような、比較的自然な分類群として扱われてきた。それに対し、形態属（けいたいぞく、英: form genus）は、上記のような系統的な類縁関係が不明で、単にある形態を持った化石を記載するための分類群である。
例えば、化石小葉植物であるリンボク類の植物の幹にはレピドデンドロン Lepidodendron という名が与えられている。また、その基部にあり、二又分枝をおこない根を生み出すリゾモルフと呼ばれる器官にはスティグマリア Stigmaria という名が、生殖器官に対してはレピドストローブス Lepidostrobus の名が与えられている。これらはすべてリンボク科 Lepidodendraceae に分類される器官属である。それに対し、シダ種子類の一群が作る種子であるパキテスタ Pachytesta は、特定の科には分類できない形態属である。
石炭紀の植物化石を含む岩石にはシダ状の葉化石が多くみられる。19世紀初頭に石炭紀の植物化石が本格的に採集・研究されるようになってから、数百の種を含む多くの属が認識されるようになった。初めのうちは現生シダ類と比較し同定しようとされたが、19世紀後半には、その多くが実際にはシダ類ではないのではないかという考えられ始めた。これらの化石の同定には、標本の大半が生殖器官や胞子嚢をもたず、認識される種の中には断片的で保存状態の悪い標本に基づいていることが問題となった。これらの「化石シダ」の多くは、見た目の美しさから蒐集されたが、それにより博物館の収蔵品は生物学的な重要性の低いもので膨れ上がってしまった。逆に、良質な生殖器官のある標本が1つあれば、多数の非生殖器官のみからなる標本よりもはるかに多くのことが分かる。ただし、このようなシダ状葉化石から様々な形状のものを認識した研究者により、層位学的研究に効果的に利用できるようになったのも事実である。このような化石の重要性はさておき、その多さは無視できないものである。全体的な形態形質は似ているものの生殖器官が含まれないことにより自然分類ができないシダ状の葉は形態属として定義された。以下のような多くのシダ状葉化石に対する形態属が与えられた。
- Adiantities - 羽葉は3回から4回羽状複葉で、細い葉軸を持つ[44]。小羽片は切形または円形の葉端をもち、倒卵形か楔形[44]。(cf. Adiantum)
- Alethopteris - 羽葉は数回羽状複葉で、小羽片の基部が広がって軸につながり、羽片の中肋と鋭角を形成する[44]。すべての種ではないが、メズロサ類のシダ種子類の軸を付けることがある[44]。
- Alloiopteris - 最終羽片が線形で細長く、種によって程度の差はあるものの、かなりの大きさの羽葉であったと推定される[44]。線形の羽片と特徴的な裂片の形態により識別される[44]。
- Diplotmema — 葉軸が均等に叉状分岐を行い、その下部には小羽片はない[44]。小羽片は深く細かく分かれ、 Sphenopteris 型の小羽片と癒合するが、葉身全体としてはSphenopteris 型よりもずっと小さい[44]。
- Linopteris - やや珍しいが、特徴的な形態をしている[44]。小羽片は Neuropteris に似ているが、開放系の叉状分岐する Neuropteris の脈理と異なり、細かい目の網目状の脈理を持つ[44]。
- Lonchopteris - 珍しい形態属の一つ[44]。Alethopteris の小羽片とよく似ているが、網目状の脈理を持つ[44]。
- Pecopteris - 数回羽状複葉の大きな羽葉を持つ多くの種を含む[45]。多くは胞子嚢穂を持つことが分かり、別属に分けられた[45]。小羽片はほぼまっすぐで、基部全体に付着し、葉脈はまばらに分岐している[45]。
- Neuropteris - よく見られるグループで多くの種を含み、そのほとんどすべてがシダ種子類の葉で、種子が付着しているものもある[45]。小羽片は基部で縮み、非常に細い軸か葉柄につく[45]。
- Mariopteris - 大きな集団を含み、種の識別が特に困難である。小羽片は基部全体についており、Pecopteris と Sphenopteris の中間形である[45]。裂片は後者に似ているが、普通それほど顕著ではない[45]。一部の種では、葉はウラジロ類 Gleichenia のように均等に叉状分岐する[46]。
- Rhacopteris - 羽葉は1回羽状複葉で、小羽片は互生し、全縁から深裂の扇形をしていてしばしば重なり合う[46]。
- Rhodea - 小羽片は実質的に葉身がなくなるまで深く切れ込む[46]。ただし、この形態属の種と Sphenopteris や Diplotmema のある種の間に本当に属レベルの差異があるのかどうかは疑問である[46]。
- Sphenopteridium - 葉は2回羽状複葉[46]。葉軸は基部で叉状分岐し、小羽片は多少楔状で多様に分岐する[46]。
- Sphenopteris - 羽葉は2～4回羽状複葉で、小羽片は基部が縮み、ほぼ全縁から様々な切れ込み方をし、また鈍い裂片や尖った裂片を持つものまで様々である[46]。

このような器官属や形態属は何れもある特徴を持った分類群として記載されており、細部が分からない印象化石として記載された場合と、細部の形質まで保存されており解剖学的特徴が明らかにされている鉱化化石として記載された場合とでは属の判定基準が異なるという問題点を抱えていた。そのため、これらの概念は廃止されることになる。

### 形態分類群
2000年に発効した『国際植物命名規約 （セントルイス規約）2000』では、器官属および形態属における問題点を解消し、命名規約内の単語を整理するために化石植物に対して形態分類群という特別な分類群が設定された。この語は『国際藻類・菌類・植物命名規約（メルボルン規約）2012』で破棄された。
形態分類群の定義には3つの要件があり、それらのいずれか1つについて相当する化石標本をタイプとして学名を与えることができた。1つ目は生活史の中での1つの様相、2つ目は保存のされ方の違い、3つ目は部分の違いであった。1つ目の要件ではある花粉を小配偶体という1つの様相として形態分類群に、2つ目の要件では印象化石と材化石で別の形態分類群として、そして3つ目の要件では花や葉を独立して形態分類群として命名することができる。この概念は化石の学名を取り扱いやすくするために与えられたものにも拘らず、「花粉を含む花」のような、生活史の異なる段階を含む化石を記載しようとした場合、1つ目の要件に反するため形態分類群ではないなどの混乱が生じてしまった。
現在の「化石分類群」という概念では、これらの3つの要件を満たすものに学名を与えることは引き続き認められるが、それらが研究の結果、独立した形態分類群同士のつながりが証明され、ある植物の全体像に近づけばその状況と必要性に応じ命名法上の扱い（どの学名に優先権があるかなど）が判断されるようになった。形態分類群は学名の扱いとして区別され、化石分類群を含む系統解析のような架空の生物としての議論は現生植物の分類群と同様にそのままの名前を用いて行われる。

## 動物における化石分類群
国際動物命名規約 (ICZN)においても、化石に対して学名が設立される。また、動物遺骸そのものの代替物である化石（置換化石、印象化石、雌型化石、雄型化石）だけでなく、生痕化石に対しても生痕化石タクソン (ichnotaxon, pl. ichnotaxa) として学名が与えられる。卵化石に対しても、ootaxon (pl. ootaxa)と総称される分類群が用いられる。